# Lista över fornlämningar i Ulricehamns kommun (Timmele)
Lista över fornlämningar i Ulricehamns kommun (Timmele) är en förteckning av ett urval av de fornlämningar som finns i Timmele i Ulricehamns kommun.
| Namn                       | Lämningstyp                 | Tillkomsttid | Historisk indelning    | Plats | Läge                 | ID-nr          | Bild                                 |
| -------------------------- | --------------------------- | ------------ | ---------------------- | ----- | -------------------- | -------------- | ------------------------------------ |
| Timmele 2:2                | Stensättning                |              | Timmele, Västergötland |       | 57.877485, 13.382929 | 10179200020002 | Ladda upp en bild av detta fornminne |
| Timmele 5:1                | Gravfält                    |              | Timmele, Västergötland |       | 57.878185, 13.396283 | 10179200050001 | Ladda upp en bild av detta fornminne |
| Timmele 6:1                | Gravfält                    |              | Timmele, Västergötland |       | 57.879381, 13.397912 | 10179200060001 | Ladda upp en bild av detta fornminne |
| Timmele 7:1                | Röse                        |              | Timmele, Västergötland |       | 57.877963, 13.399294 | 10179200070001 | Ladda upp en bild av detta fornminne |
| Timmele 9:2                | Begravningsplats            |              | Timmele, Västergötland |       | 57.881324, 13.394774 | 10179200090002 | Ladda upp en bild av detta fornminne |
| Timmele 10:1               | Grav markerad av sten/block |              | Timmele, Västergötland |       | 57.879216, 13.436756 | 10179200100001 | Ladda upp en bild av detta fornminne |
| Timmele 10:2               | Stensättning                |              | Timmele, Västergötland |       | 57.879273, 13.436984 | 10179200100002 | Ladda upp en bild av detta fornminne |
| Timmele 11:1               | Gravfält                    |              | Timmele, Västergötland |       | 57.867989, 13.430544 | 10179200110001 | Ladda upp en bild av detta fornminne |
| Timmele 13:1               | Gravfält                    |              | Timmele, Västergötland |       | 57.849496, 13.386715 | 10179200130001 | Ladda upp en bild av detta fornminne |
| Timmele 14:1               | Gravfält                    |              | Timmele, Västergötland |       | 57.849951, 13.393367 | 10179200140001 | Ladda upp en bild av detta fornminne |
| Timmele 15:1               | Röse                        |              | Timmele, Västergötland |       | 57.849198, 13.394837 | 10179200150001 | Ladda upp en bild av detta fornminne |
| Timmele 15:2               | Röse                        |              | Timmele, Västergötland |       | 57.849115, 13.394972 | 10179200150002 | Ladda upp en bild av detta fornminne |
| Timmele 15:3               | Stensättning                |              | Timmele, Västergötland |       | 57.848953, 13.394973 | 10179200150003 | Ladda upp en bild av detta fornminne |
| Timmele 16:1               | Röse                        |              | Timmele, Västergötland |       | 57.851351, 13.390644 | 10179200160001 | Ladda upp en bild av detta fornminne |
| Timmele 17:1               | Röse                        |              | Timmele, Västergötland |       | 57.842113, 13.365581 | 10179200170001 | Ladda upp en bild av detta fornminne |
| Timmele 18:1               | Röse                        |              | Timmele, Västergötland |       | 57.847515, 13.377204 | 10179200180001 | Ladda upp en bild av detta fornminne |
| Timmele 18:2               | Stensättning                |              | Timmele, Västergötland |       | 57.847623, 13.377462 | 10179200180002 | Ladda upp en bild av detta fornminne |
| Timmele 19:1               | Gravfält                    |              | Timmele, Västergötland |       | 57.842341, 13.377428 | 10179200190001 | Ladda upp en bild av detta fornminne |
| Timmele 20:1               | Gravfält                    |              | Timmele, Västergötland |       | 57.843174, 13.380310 | 10179200200001 | Ladda upp en bild av detta fornminne |
| Timmele 22:1               | Stensättning                |              | Timmele, Västergötland |       | 57.837171, 13.402026 | 10179200220001 | Ladda upp en bild av detta fornminne |
| Timmele 22:2               | Stensättning                |              | Timmele, Västergötland |       | 57.837361, 13.401929 | 10179200220002 | Ladda upp en bild av detta fornminne |
| Timmele 23:1               | Röse                        |              | Timmele, Västergötland |       | 57.840505, 13.402476 | 10179200230001 | Ladda upp en bild av detta fornminne |
| Timmele 23:2               | Grav markerad av sten/block |              | Timmele, Västergötland |       | 57.840483, 13.401770 | 10179200230002 | Ladda upp en bild av detta fornminne |
| Timmele 26:1               | Röse                        |              | Timmele, Västergötland |       | 57.833283, 13.372887 | 10179200260001 | Ladda upp en bild av detta fornminne |
| Timmele 27:1               | Gravfält                    |              | Timmele, Västergötland |       | 57.876197, 13.435655 | 10179200270001 | Ladda upp en bild av detta fornminne |
| Timmele 29:1               | Stenkrets                   |              | Timmele, Västergötland |       | 57.858523, 13.428753 | 10179200290001 | Ladda upp en bild av detta fornminne |
| Timmele 29:2               | Grav markerad av sten/block |              | Timmele, Västergötland |       | 57.858596, 13.428685 | 10179200290002 | Ladda upp en bild av detta fornminne |
| Timmele 30:1               | Hög                         |              | Timmele, Västergötland |       | 57.858029, 13.421485 | 10179200300001 | Ladda upp en bild av detta fornminne |
| Timmele 32:1               | Hög                         |              | Timmele, Västergötland |       | 57.857446, 13.419661 | 10179200320001 | Ladda upp en bild av detta fornminne |
| Timmele 33:1               | Hög                         |              | Timmele, Västergötland |       | 57.856839, 13.422511 | 10179200330001 | Ladda upp en bild av detta fornminne |
| Timmele 34:1               | Stensättning                |              | Timmele, Västergötland |       | 57.856392, 13.420217 | 10179200340001 | Ladda upp en bild av detta fornminne |
| Timmele 34:2               | Hög                         |              | Timmele, Västergötland |       | 57.856251, 13.419845 | 10179200340002 | Ladda upp en bild av detta fornminne |
| Timmele 36:1               | Stenkammargrav              |              | Timmele, Västergötland |       | 57.849263, 13.423070 | 10179200360001 | Ladda upp en bild av detta fornminne |
| Timmele 37:1               | Hög                         |              | Timmele, Västergötland |       | 57.853437, 13.418802 | 10179200370001 | Ladda upp en bild av detta fornminne |
| Fredsstenen (Timmele 41:1) | Grav markerad av sten/block |              | Timmele, Västergötland |       | 57.843050, 13.421487 | 10179200410001 | Ladda upp en bild av detta fornminne |
| Fredsstenen (Timmele 41:2) | Grav markerad av sten/block |              | Timmele, Västergötland |       | 57.843130, 13.421497 | 10179200410002 | Ladda upp en bild av detta fornminne |
| Fredsstenen (Timmele 41:3) | Grav markerad av sten/block |              | Timmele, Västergötland |       | 57.842956, 13.421465 | 10179200410003 | Ladda upp en bild av detta fornminne |
| Timmele 43:1               | Stenkrets                   |              | Timmele, Västergötland |       | 57.836545, 13.418713 | 10179200430001 | Ladda upp en bild av detta fornminne |
| Timmele 44:1               | Gravfält                    |              | Timmele, Västergötland |       | 57.837119, 13.418746 | 10179200440001 | Ladda upp en bild av detta fornminne |
| Timmele 45:1               | Gravfält                    |              | Timmele, Västergötland |       | 57.855262, 13.433289 | 10179200450001 | Ladda upp en bild av detta fornminne |
| Timmele 48:1               | Gravfält                    |              | Timmele, Västergötland |       | 57.861336, 13.442812 | 10179200480001 | Ladda upp en bild av detta fornminne |
| Timmele 49:1               | Hög                         |              | Timmele, Västergötland |       | 57.862844, 13.444159 | 10179200490001 | Ladda upp en bild av detta fornminne |
| Timmele 50:1               | Gravfält                    |              | Timmele, Västergötland |       | 57.874724, 13.446150 | 10179200500001 | Ladda upp en bild av detta fornminne |
| Timmele 51:1               | Hög                         |              | Timmele, Västergötland |       | 57.876236, 13.446885 | 10179200510001 | Ladda upp en bild av detta fornminne |
| Timmele 51:2               | Hög                         |              | Timmele, Västergötland |       | 57.876320, 13.447161 | 10179200510002 | Ladda upp en bild av detta fornminne |
| Timmele 55:1               | Stenkrets                   |              | Timmele, Västergötland |       | 57.833009, 13.436981 | 10179200550001 | Ladda upp en bild av detta fornminne |
| Timmele 56:1               | Röse                        |              | Timmele, Västergötland |       | 57.830583, 13.435440 | 10179200560001 | Ladda upp en bild av detta fornminne |
| Timmele 56:2               | Röse                        |              | Timmele, Västergötland |       | 57.830572, 13.434872 | 10179200560002 | Ladda upp en bild av detta fornminne |
| Timmele 57:1               | Hög                         |              | Timmele, Västergötland |       | 57.829052, 13.435407 | 10179200570001 | Ladda upp en bild av detta fornminne |
| Timmele 57:2               | Hög                         |              | Timmele, Västergötland |       | 57.828939, 13.435445 | 10179200570002 | Ladda upp en bild av detta fornminne |
| Timmele 60:1               | Stensättning                |              | Timmele, Västergötland |       | 57.848853, 13.507606 | 10179200600001 | Ladda upp en bild av detta fornminne |
| Timmele 61:1               | Röse                        |              | Timmele, Västergötland |       | 57.847864, 13.503724 | 10179200610001 | Ladda upp en bild av detta fornminne |
| Timmele 62:1               | Stensättning                |              | Timmele, Västergötland |       | 57.831381, 13.454114 | 10179200620001 | Ladda upp en bild av detta fornminne |
| Timmele 62:2               | Stensättning                |              | Timmele, Västergötland |       | 57.831129, 13.453768 | 10179200620002 | Ladda upp en bild av detta fornminne |
| Timmele 63:1               | Röse                        |              | Timmele, Västergötland |       | 57.832975, 13.457385 | 10179200630001 | Ladda upp en bild av detta fornminne |
| Timmele 65:1               | Röse                        |              | Timmele, Västergötland |       | 57.838191, 13.481215 | 10179200650001 | Ladda upp en bild av detta fornminne |
| Timmele 66:1               | Stensättning                |              | Timmele, Västergötland |       | 57.839468, 13.481963 | 10179200660001 | Ladda upp en bild av detta fornminne |
| Timmele 69:1               | Stenkrets                   |              | Timmele, Västergötland |       | 57.862303, 13.441681 | 10179200690001 | Ladda upp en bild av detta fornminne |
| Timmele 70:1               | Stensättning                |              | Timmele, Västergötland |       | 57.878986, 13.410146 | 10179200700001 | Ladda upp en bild av detta fornminne |
| Timmele 71:1               | Stensättning                |              | Timmele, Västergötland |       | 57.837557, 13.481453 | 10179200710001 | Ladda upp en bild av detta fornminne |
| Timmele 72:1               | Stensättning                |              | Timmele, Västergötland |       | 57.855594, 13.358607 | 10179200720001 | Ladda upp en bild av detta fornminne |
| Timmele 73:1               | Grav markerad av sten/block |              | Timmele, Västergötland |       | 57.853413, 13.360853 | 10179200730001 | Ladda upp en bild av detta fornminne |
| Timmele 73:2               | Stensättning                |              | Timmele, Västergötland |       | 57.853311, 13.360946 | 10179200730002 | Ladda upp en bild av detta fornminne |
| Timmele 74:1               | Grav markerad av sten/block |              | Timmele, Västergötland |       | 57.852535, 13.360181 | 10179200740001 | Ladda upp en bild av detta fornminne |
| Timmele 75:1               | Gravfält                    |              | Timmele, Västergötland |       | 57.853806, 13.356932 | 10179200750001 | Ladda upp en bild av detta fornminne |
| Timmele 76:1               | Röse                        |              | Timmele, Västergötland |       | 57.894939, 13.397861 | 10179200760001 | Ladda upp en bild av detta fornminne |
| Timmele 77:1               | Röse                        |              | Timmele, Västergötland |       | 57.868942, 13.356003 | 10179200770001 | Ladda upp en bild av detta fornminne |
| Timmele 78:1               | Stensättning                |              | Timmele, Västergötland |       | 57.870379, 13.356989 | 10179200780001 | Ladda upp en bild av detta fornminne |
| Timmele 85:1               | Gravfält                    |              | Timmele, Västergötland |       | 57.878973, 13.406547 | 10179200850001 | Ladda upp en bild av detta fornminne |
| Timmele 86:1               | Hög                         |              | Timmele, Västergötland |       | 57.862534, 13.417963 | 10179200860001 | Ladda upp en bild av detta fornminne |
| Timmele 87:1               | Hällristning                |              | Timmele, Västergötland |       | 57.861344, 13.417573 | 10179200870001 | Ladda upp en bild av detta fornminne |
| Timmele 88:1               | Hällristning                |              | Timmele, Västergötland |       | 57.864454, 13.415549 | 10179200880001 | Ladda upp en bild av detta fornminne |
| Timmele 89:1               | Hällristning                |              | Timmele, Västergötland |       | 57.863412, 13.417739 | 10179200890001 | Ladda upp en bild av detta fornminne |
| Timmele 89:2               | Hällristning                |              | Timmele, Västergötland |       | 57.863501, 13.417904 | 10179200890002 | Ladda upp en bild av detta fornminne |
| Timmele 90:1               | Hällristning                |              | Timmele, Västergötland |       | 57.861779, 13.418284 | 10179200900001 | Ladda upp en bild av detta fornminne |
| Timmele 92:1               | Stensättning                |              | Timmele, Västergötland |       | 57.859307, 13.417253 | 10179200920001 | Ladda upp en bild av detta fornminne |
| Timmele 95:1               | Stensättning                |              | Timmele, Västergötland |       | 57.855266, 13.418328 | 10179200950001 | Ladda upp en bild av detta fornminne |
| Timmele 96:1               | Hög                         |              | Timmele, Västergötland |       | 57.854103, 13.417404 | 10179200960001 | Ladda upp en bild av detta fornminne |
| Timmele 97:1               | Hällristning                |              | Timmele, Västergötland |       | 57.851951, 13.418876 | 10179200970001 | Ladda upp en bild av detta fornminne |
| Timmele 100:1              | Stensättning                |              | Timmele, Västergötland |       | 57.853242, 13.416888 | 10179201000001 | Ladda upp en bild av detta fornminne |
| Timmele 104:1              | Stensättning                |              | Timmele, Västergötland |       | 57.838220, 13.406163 | 10179201040001 | Ladda upp en bild av detta fornminne |
| Timmele 105:1              | Gravfält                    |              | Timmele, Västergötland |       | 57.843394, 13.381864 | 10179201050001 | Ladda upp en bild av detta fornminne |
| Timmele 106:1              | Stenkrets                   |              | Timmele, Västergötland |       | 57.841516, 13.377592 | 10179201060001 | Ladda upp en bild av detta fornminne |
| Timmele 113:1              | Hällristning                |              | Timmele, Västergötland |       | 57.826036, 13.438931 | 10179201130001 | Ladda upp en bild av detta fornminne |
| Timmele 115:1              | Hög                         |              | Timmele, Västergötland |       | 57.875942, 13.446856 | 10179201150001 | Ladda upp en bild av detta fornminne |
| Timmele 115:2              | Hällristning                |              | Timmele, Västergötland |       | 57.876020, 13.446596 | 10179201150002 | Ladda upp en bild av detta fornminne |
| Timmele 116:1              | Hällristning                |              | Timmele, Västergötland |       | 57.835571, 13.440490 | 10179201160001 | Ladda upp en bild av detta fornminne |
| Timmele 117:1              | Hällristning                |              | Timmele, Västergötland |       | 57.835235, 13.441161 | 10179201170001 | Ladda upp en bild av detta fornminne |
| Timmele 119:1              | Röse                        |              | Timmele, Västergötland |       | 57.848538, 13.506888 | 10179201190001 | Ladda upp en bild av detta fornminne |
| Timmele 120:1              | Röse                        |              | Timmele, Västergötland |       | 57.847037, 13.502785 | 10179201200001 | Ladda upp en bild av detta fornminne |
| Timmele 121:1              | Röse                        |              | Timmele, Västergötland |       | 57.840126, 13.484807 | 10179201210001 | Ladda upp en bild av detta fornminne |
| Timmele 122:1              | Stensättning                |              | Timmele, Västergötland |       | 57.840984, 13.484964 | 10179201220001 | Ladda upp en bild av detta fornminne |
| Timmele 125:1              | Hällristning                |              | Timmele, Västergötland |       | 57.848122, 13.392494 | 10179201250001 | Ladda upp en bild av detta fornminne |
| Timmele 128:1              | Hällristning                |              | Timmele, Västergötland |       | 57.861494, 13.447451 | 10179201280001 | Ladda upp en bild av detta fornminne |
| Timmele 129:1              | Gravfält                    |              | Timmele, Västergötland |       | 57.851985, 13.412869 | 10179201290001 | Ladda upp en bild av detta fornminne |
| Timmele 131:1              | Hällristning                |              | Timmele, Västergötland |       | 57.859610, 13.447428 | 10179201310001 | Ladda upp en bild av detta fornminne |
| Timmele 132:1              | Stensättning                |              | Timmele, Västergötland |       | 57.870373, 13.463228 | 10179201320001 | Ladda upp en bild av detta fornminne |
| Timmele 132:2              | Stensättning                |              | Timmele, Västergötland |       | 57.869941, 13.463119 | 10179201320002 | Ladda upp en bild av detta fornminne |
| Timmele 133:1              | Stensättning                |              | Timmele, Västergötland |       | 57.872960, 13.463945 | 10179201330001 | Ladda upp en bild av detta fornminne |
| Timmele 133:2              | Stensättning                |              | Timmele, Västergötland |       | 57.872856, 13.463707 | 10179201330002 | Ladda upp en bild av detta fornminne |
| Timmele 134:1              | Stensättning                |              | Timmele, Västergötland |       | 57.871011, 13.461100 | 10179201340001 | Ladda upp en bild av detta fornminne |
| Timmele 134:2              | Stensättning                |              | Timmele, Västergötland |       | 57.870642, 13.461974 | 10179201340002 | Ladda upp en bild av detta fornminne |
| Timmele 136:1              | Stenkammargrav              |              | Timmele, Västergötland |       | 57.849359, 13.393560 | 10179201360001 | Ladda upp en bild av detta fornminne |
| Timmele 138:1              | Hällristning                |              | Timmele, Västergötland |       | 57.861614, 13.421575 | 10179201380001 | Ladda upp en bild av detta fornminne |
| Timmele 138:2              | Hällristning                |              | Timmele, Västergötland |       | 57.861887, 13.421485 | 10179201380002 | Ladda upp en bild av detta fornminne |
| Timmele 139:1              | Hällristning                |              | Timmele, Västergötland |       | 57.826530, 13.440549 | 10179201390001 | Ladda upp en bild av detta fornminne |
| Timmele 162                | Hällristning                |              | Timmele, Västergötland |       | 57.859596, 13.448013 | 12000000118544 | Ladda upp en bild av detta fornminne |
| Timmele 164                | Hällristning                |              | Timmele, Västergötland |       | 57.859238, 13.447566 | 12000000118547 | Ladda upp en bild av detta fornminne |
| Timmele 165                | Stensättning                |              | Timmele, Västergötland |       | 57.859254, 13.446800 | 12000000118549 | Ladda upp en bild av detta fornminne |
| Timmele 166                | Stensättning                |              | Timmele, Västergötland |       | 57.859630, 13.448037 | 12000000118550 | Ladda upp en bild av detta fornminne |
| Timmele 168                | Stensättning                |              | Timmele, Västergötland |       | 57.862137, 13.447187 | 12000000118552 | Ladda upp en bild av detta fornminne |
| Timmele 169                | Stensättning                |              | Timmele, Västergötland |       | 57.858672, 13.447282 | 12000000118553 | Ladda upp en bild av detta fornminne |
| Timmele 170                | Hällristning                |              | Timmele, Västergötland |       | 57.878115, 13.407489 | 12000000118554 | Ladda upp en bild av detta fornminne |
| Timmele 180                | Röse                        |              | Timmele, Västergötland |       | 57.858049, 13.447588 | 12000000118567 | Ladda upp en bild av detta fornminne |
| Timmele 181                | Hällristning                |              | Timmele, Västergötland |       | 57.882168, 13.397320 | 12000000118568 | Ladda upp en bild av detta fornminne |
| Timmele 182                | Röse                        |              | Timmele, Västergötland |       | 57.873957, 13.460480 | 12000000118570 | Ladda upp en bild av detta fornminne |
| Timmele 183                | Röse                        |              | Timmele, Västergötland |       | 57.874274, 13.460549 | 12000000118571 | Ladda upp en bild av detta fornminne |
| Timmele 185                | Röse                        |              | Timmele, Västergötland |       | 57.838208, 13.464012 | 12000000118573 | Ladda upp en bild av detta fornminne |
| Timmele 186                | Stensättning                |              | Timmele, Västergötland |       | 57.862032, 13.454884 | 12000000118574 | Ladda upp en bild av detta fornminne |
| Timmele 188                | Stensättning                |              | Timmele, Västergötland |       | 57.858917, 13.446770 | 12000000118576 | Ladda upp en bild av detta fornminne |
| Timmele 199                | Röse                        |              | Timmele, Västergötland |       | 57.858947, 13.492177 | 12000000131398 | Ladda upp en bild av detta fornminne |
| Timmele 200                | Röse                        |              | Timmele, Västergötland |       | 57.859091, 13.491947 | 12000000131399 | Ladda upp en bild av detta fornminne |